# Kościół św. Marii Magdaleny w Łęcznej
Kościół św. Marii Magdaleny w Łęcznej – renesansowy rzymskokatolicki kościół parafialny w Łęcznej wybudowany w latach 1618-1631. Znajduje się na trasie Szlaku Renesansu Lubelskiego.

## Historia
Kościół wybudowany w latach 1618-1631 w stylu późnego renesansu. Jego fundatorem był ówczesny dziedzic Łęcznej Adam Noskowski, a budowniczym najprawdopodobniej Jan Wolff - czołowy murator ordynacji zamojskiej. W 1631 r. konsekrowany przez bp. Tomasza Oborskiego.

## Architektura

### Bryła budynku

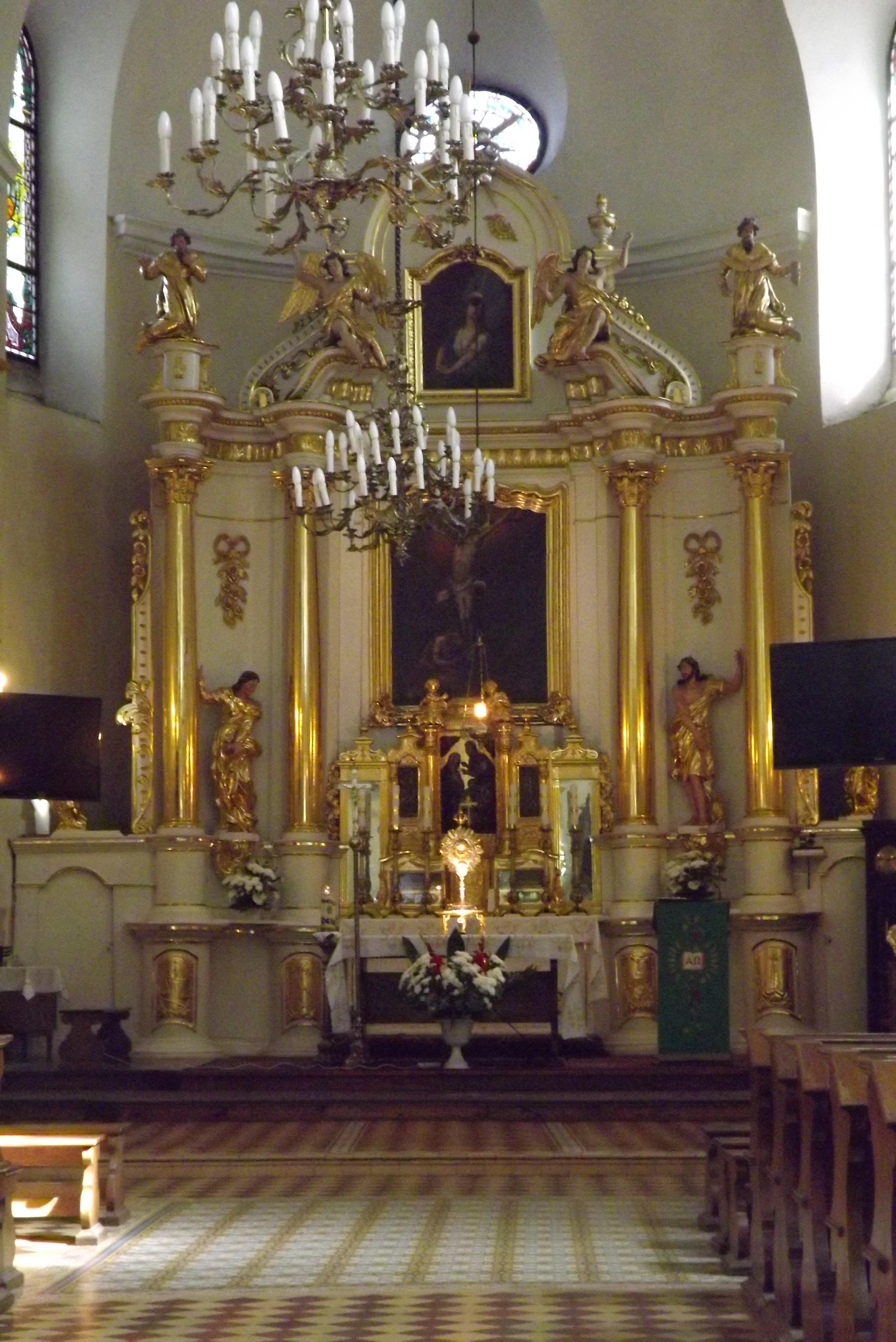
Wnętrze świątyni - ołtarz główny

Kościół murowany z kamienia i cegły. Świątynia ma kształt krzyża o długości około 45 i szerokości 20 metrów. Jednonawowa, prostokątna, czteroprzęsłowa, posiada prezbiterium niższe i węższe od nawy, a także przylegające dwie prostokątne kaplice - po stronie północnej i południowej. Fasada jednokondygnacyjna, trójprzęsłowa, rozczłonkowana pilastrami. Obok prezbiterium zakrystia.

### Wystrój wnętrza
Wewnątrz kościoła znajduje się pięć barokowych ołtarzy z XVIII w., w tym ołtarz główny z elementami rokokowymi, zabytkowe obrazy oraz rzeźby. W kościele znajduje się barokowy portret Jana III Sobieskiego oraz Wacława Rzewuskiego, dziedzica Łęcznej. W obu kościelnych kaplicach zachowały się fragmenty renesansowych sztukaterii, a pod kościołem krypta, w której pochowano m.in. kilku łęczyńskich dziedziców z rodu Noskowskich i Firlejów.

## Otoczenie
- Dzwonnica przykościelna – późnobarokowa postawiona na planie czworokąta. Wybudowana po 1781 r., a przed 1805 r. W 1805 r. wyposażona była w cztery dzwony. W 1959 r. dzwonnica wyposażona została w trzy nowe dzwony, a dodatkowy czwarty zamontowano w 1966 r.[4]
- Budynek dawnej plebanii – drewniany budynek dawnej plebanii w Łęcznej zbudowany około 1858 roku przez księdza proboszcza Bolesława Wrześniewskiego.
- Mansjonaria – późnobarokowy, murowany budynek pierwotnie przeznaczony dla księży mansjonarzy. W 1930 r. dach łamany polski zastąpiono mansardowym. Korytarze posiadają sklepienia kolebkowe i kolebkowo-krzyżowe. Obecnie budynek pełni funkcję plebanii[4].
- Cmentarz
- Ogrodzenie

## Wykaz kapłanów pracujących w parafii w latach 1805/07-1939
źródło
1. Onufry Rutkowski
2. Szymon Wójcicki
3. Florian Monasterski
4. Andrzej Paczewski
5. Franciszek Brzozowski
6. Bernard Machlarski
7. Maksymilian Wrześniewski
8. Ignacy Skupiewski
9. Ignacy Markowski
10. Bolesław Wrześniewski
11. Piotr Mystkowski
12. Józef Szumiak
13. Michał Turski
14. Gustaw Łaski
15. Włodzimierz Grzędziński
16. Adam Pieńkowski
17. Wacław Krasuski